# Gimnastyka na Island Games 2009
Turniej gimnastyczny na Island Games 2009 trwał od 28 czerwca do 3 lipca. Wszystkie konkurencje odbyły się w sali gimnastycznej Bollhalla 4 km od centrum Mariehamn, stolicy Wysp Alandzkich. Wymiary tego obiektu to 21 x 46 m, a należy on do MGF, jedynego klubu gimnastycznego na archipelagu.

## Medale
Medale dla poszczególnych krajów
| Poz. | Kraj        | Złote | Srebrne | Brązowe | Wszystkie |
| ---- | ----------- | ----- | ------- | ------- | --------- |
| 1.   | Wyspa Man   | 15    | 9       | 8       | 32        |
| 2.   | Bermudy     | 9     | 5       | 8       | 22        |
| 3.   | Jersey      | 1     | 6       | 2       | 9         |
| 4.   | Wyspy Owcze | 1     | 4       | 6       | 11        |
| 5.   | Ynys Môn    | 0     | 1       | 0       | 1         |
| 6.   | Minorka     | 0     | 0       | 1       | 1         |

## Konkurencje męskie
Rozegrano dwanaście konkurencji męskich w ramach gimnastyki na Island Games 2009. Rozgrywano je w dwóch różnych odmianach SET oraz FIG. Prócz dwunastu konkurencji medale przyznano także za osiągnięcia sumaryczne.

### Ćwiczenia wolne (SET)
W konkurencji tej wzięli udział zawodnicy czterech reprezentacji, pochodzących następujących krajów: Jersey, Wysp Alandzkich, Wysp Owczych oraz Wyspy Man. Konkurencja odbyła się 3 lipca.

#### Medaliści
| Medal  | Zawodnik     | Kraj        |
| ------ | ------------ | ----------- |
| Złoto  | Alex Hedges  | Wyspa Man   |
| Srebro | Rósing Dam   | Wyspy Owcze |
| Brąz   | Joseph Smith | Wyspa Man   |

#### Wyniki
Wyniki przedstawiały się następująco:
| Kraje biorące udział | Kraje biorące udział | Kraje biorące udział | Kraje biorące udział | Kraje biorące udział |
| Reprezentacja        | L.                   | Najlepszy            | Najlepszy            | Najlepszy            |
| Reprezentacja        | L.                   | Zawodnik             | Wynik                | Pozycja              |
| -------------------- | -------------------- | -------------------- | -------------------- | -------------------- |
| Jersey               | 4                    | Ben Frith            | 7,5                  | 4.                   |
| Wyspa Man            | 4                    | Alex Hedges          | 9,0                  | 1.                   |
| Wyspy Alandzkie      | 2                    | Oliver Nyholm        | 4,4                  | 11.                  |
| Wyspy Owcze          | 2                    | Rósing Dam           | 8,2                  | 2.                   |

| Poz. | Zawodnik               | Kraj            | Wynik |
| ---- | ---------------------- | --------------- | ----- |
| 1.   | Alex Hedges            | Wyspa Man       | 9,0   |
| 2.   | Rósing Dam             | Wyspy Owcze     | 8,2   |
| 3.   | Joseph Smith           | Wyspa Man       | 8,1   |
| 4.   | Ben Frith              | Jersey          | 7,5   |
| 5.   | James Evans            | Jersey          | 7,2   |
| 6.   | Anand Patel            | Wyspa Man       | 7,1   |
| 7.   | Øssur Debes Eiriksfoss | Wyspy Owcze     | 6,6   |
| 8.   | Brandon Garrett        | Wyspa Man       | 6,2   |
| 9.   | Andre Romeril          | Jersey          | 5,75  |
| 10.  | Matthew Maletroit      | Jersey          | 5,4   |
| 11.  | Oliver Nyholm          | Wyspy Alandzkie | 4,4   |
| 12.  | Joar Halling           | Wyspy Alandzkie | 1,5   |

### Skok (SET)
W konkurencji tej wzięli udział zawodnicy czterech reprezentacji, pochodzących następujących krajów: Jersey, Wysp Alandzkich, Wysp Owczych oraz Wyspy Man. Konkurencja odbyła się 3 lipca.

#### Medaliści
| Medal | Zawodnik        | Kraj        |
| ----- | --------------- | ----------- |
| Złoto | Fróði Mortensen | Wyspy Owcze |
| Złoto | Joseph Smith    | Wyspa Man   |
| Brąz  | Alex Hedges     | Wyspa Man   |

#### Wyniki
Wyniki przedstawiały się następująco:
| Kraje biorące udział | Kraje biorące udział | Kraje biorące udział | Kraje biorące udział | Kraje biorące udział |
| Reprezentacja        | L.                   | Najlepszy            | Najlepszy            | Najlepszy            |
| Reprezentacja        | L.                   | Zawodnik             | Wynik                | Pozycja              |
| -------------------- | -------------------- | -------------------- | -------------------- | -------------------- |
| Jersey               | 3                    | Matthew Maletroit    | 8,8                  | 7.                   |
| Wyspa Man            | 4                    | Joseph Smith         | 9,6                  | 1.                   |
| Wyspy Alandzkie      | 4                    | Oliver Nyholm        | 8,3                  | 10.                  |
| Wyspy Owcze          | 4                    | Fróði Mortensen      | 9,6                  | 1.                   |

| Poz. | Zawodnik                    | Kraj            | Wynik |
| ---- | --------------------------- | --------------- | ----- |
| 1.   | Fróði Mortensen             | Wyspy Owcze     | 9,6   |
| 1.   | Joseph Smith                | Wyspa Man       | 9,6   |
| 3.   | Alex Hedges                 | Wyspa Man       | 9,4   |
| 4.   | Rósing Dam                  | Wyspy Owcze     | 9,3   |
| 5.   | Adam Hedges                 | Wyspa Man       | 9,0   |
| 6.   | Jóni Brandsson Christiansen | Wyspy Owcze     | 8,9   |
| 7.   | Matthew Maletroit           | Jersey          | 8,8   |
| 8.   | Øssur Debes Eiriksfoss      | Wyspy Owcze     | 8,5   |
| 8.   | Brandon Garrett             | Wyspa Man       | 8,5   |
| 10.  | Oliver Nyholm               | Wyspy Alandzkie | 8,3   |
| 10.  | Anand Patel                 | Wyspa Man       | 8,3   |
| 10.  | Andre Romeril               | Jersey          | 8,3   |
| 13.  | James Evans                 | Wyspa Man       | 8,1   |
| 14.  | Joar Halling                | Wyspy Alandzkie | 7,8   |
| 15.  | Anton Axberg                | Wyspy Alandzkie | 6,5   |

### Ćwiczenia na drążku (SET)
W konkurencji tej wzięli udział zawodnicy czterech reprezentacji, pochodzących następujących krajów: Jersey, Wysp Alandzkich, Wysp Owczych oraz Wyspy Man. Konkurencja odbyła się 3 lipca.

#### Medaliści
| Medal  | Zawodnik          | Kraj      |
| ------ | ----------------- | --------- |
| Złoto  | Alex Hedges       | Wyspa Man |
| Srebro | Adam Hedges       | Wyspa Man |
| Srebro | Matthew Maletroit | Jersey    |

#### Wyniki
Wyniki przedstawiały się następująco:
| Kraje biorące udział | Kraje biorące udział | Kraje biorące udział   | Kraje biorące udział | Kraje biorące udział |
| Reprezentacja        | L.                   | Najlepszy              | Najlepszy            | Najlepszy            |
| Reprezentacja        | L.                   | Zawodnik               | Wynik                | Pozycja              |
| -------------------- | -------------------- | ---------------------- | -------------------- | -------------------- |
| Jersey               | 3                    | Matthew Maletroit      | 9,5                  | 2.                   |
| Wyspa Man            | 5                    | Alex Hedges            | 9,7                  | 1.                   |
| Wyspy Alandzkie      | 2                    | Oliver Nyholm          | 5,0                  | 12.                  |
| Wyspy Owcze          | 3                    | Øssur Debes Eiriksfoss | 9,4                  | 4.                   |

| Poz. | Zawodnik               | Kraj            | Wynik |
| ---- | ---------------------- | --------------- | ----- |
| 1.   | Alex Hedges            | Wyspa Man       | 9,7   |
| 2.   | Adam Hedges            | Wyspa Man       | 9,5   |
| 2.   | Matthew Maletroit      | Jersey          | 9,5   |
| 4.   | Øssur Debes Eiriksfoss | Wyspy Owcze     | 9,4   |
| 5.   | Joseph Smith           | Wyspa Man       | 9,3   |
| 6.   | Rósing Dam             | Wyspy Owcze     | 9,2   |
| 6.   | Anand Patel            | Wyspa Man       | 9,2   |
| 8.   | Brandon Garrett        | Wyspa Man       | 8,8   |
| 9.   | James Evans            | Jersey          | 7,75  |
| 10.  | Andre Romeril          | Jersey          | 7,05  |
| 11.  | Høgni Rúnason Øster    | Wyspy Owcze     | 6,6   |
| 12.  | Oliver Nyholm          | Wyspy Alandzkie | 5,0   |
| 13.  | Joar Halling           | Wyspy Alandzkie | 3,6   |

### Ćwiczenia na poręczy (SET)
W konkurencji tej wzięli udział zawodnicy czterech reprezentacji, pochodzących następujących krajów: Jersey, Wysp Alandzkich, Wysp Owczych oraz Wyspy Man. Konkurencja odbyła się 3 lipca.

#### Medaliści
| Medal  | Zawodnik          | Kraj        |
| ------ | ----------------- | ----------- |
| Złoto  | Alex Hedges       | Wyspa Man   |
| Srebro | Rósing Dam        | Wyspy Owcze |
| Brąz   | Matthew Maletroit | Jersey      |
| Brąz   | Joseph Smith      | Wyspa Man   |

#### Wyniki
Wyniki przedstawiały się następująco:
| Kraje biorące udział | Kraje biorące udział | Kraje biorące udział | Kraje biorące udział | Kraje biorące udział |
| Reprezentacja        | L.                   | Najlepszy            | Najlepszy            | Najlepszy            |
| Reprezentacja        | L.                   | Zawodnik             | Wynik                | Pozycja              |
| -------------------- | -------------------- | -------------------- | -------------------- | -------------------- |
| Jersey               | 5                    | Matthew Maletroit    | 9,4                  | 3.                   |
| Wyspa Man            | 6                    | Alex Hedges          | 9,7                  | 1.                   |
| Wyspy Alandzkie      | 2                    | Oliver Nyholm        | 2,8                  | 15.                  |
| Wyspy Owcze          | 3                    | Rósing Dam           | 9,5                  | 2.                   |

| Poz. | Zawodnik                    | Kraj            | Wynik |
| ---- | --------------------------- | --------------- | ----- |
| 1.   | Alex Hedges                 | Wyspa Man       | 9,7   |
| 2.   | Rósing Dam                  | Wyspy Owcze     | 9,5   |
| 3.   | Matthew Maletroit           | Jersey          | 9,4   |
| 3.   | Joseph Smith                | Wyspa Man       | 9,4   |
| 5.   | Ben Frith                   | Jersey          | 9,3   |
| 6.   | James Evans                 | Jersey          | 9,1   |
| 6.   | Andre Romeril               | Jersey          | 9,1   |
| 8.   | Mukunda Measuria            | Wyspa Man       | 9,0   |
| 8.   | Anand Patel                 | Wyspa Man       | 9,0   |
| 10.  | Adam Hedges                 | Wyspa Man       | 8,5   |
| 11.  | Øssur Debes Eiriksfoss      | Wyspy Owcze     | 8,0   |
| 12.  | Matthew Hill                | Jersey          | 6,0   |
| 13.  | Brandon Garrett             | Wyspa Man       | 5,3   |
| 14.  | Jóni Brandsson Christiansen | Wyspy Owcze     | 4,0   |
| 15.  | Oliver Nyholm               | Wyspy Alandzkie | 2,8   |
| 16.  | Joar Halling                | Wyspy Alandzkie | 2,0   |

### Ćwiczenia na kółkach (SET)
W konkurencji tej wzięli udział zawodnicy czterech reprezentacji, pochodzących następujących krajów: Jersey, Wysp Alandzkich, Wysp Owczych oraz Wyspy Man. Konkurencja odbyła się 3 lipca.

#### Medaliści
| Medal  | Zawodnik          | Kraj        |
| ------ | ----------------- | ----------- |
| Złoto  | Alex Hedges       | Wyspa Man   |
| Srebro | Matthew Maletroit | Jersey      |
| Brąz   | Rósing Dam        | Wyspy Owcze |
| Brąz   | Mukunda Measuria  | Wyspa Man   |

#### Wyniki
Wyniki
przedstawiały się następująco:
| Kraje biorące udział | Kraje biorące udział | Kraje biorące udział | Kraje biorące udział | Kraje biorące udział |
| Reprezentacja        | L.                   | Najlepszy            | Najlepszy            | Najlepszy            |
| Reprezentacja        | L.                   | Zawodnik             | Wynik                | Pozycja              |
| -------------------- | -------------------- | -------------------- | -------------------- | -------------------- |
| Jersey               | 4                    | Matthew Maletroit    | 9,4                  | 2.                   |
| Wyspa Man            | 5                    | Alex Hedges          | 9,6                  | 1.                   |
| Wyspy Alandzkie      | 2                    | Oliver Nyholm        | 6,8                  | 14.                  |
| Wyspy Owcze          | 4                    | Rósing Dam           | 9,3                  | 3.                   |

| Poz. | Zawodnik                    | Kraj            | Wynik |
| ---- | --------------------------- | --------------- | ----- |
| 1.   | Alex Hedges                 | Wyspa Man       | 9,6   |
| 2.   | Matthew Maletroit           | Jersey          | 9,4   |
| 3.   | Rósing Dam                  | Wyspy Owcze     | 9,3   |
| 3.   | Mukunda Measuria            | Wyspa Man       | 9,3   |
| 5.   | Adam Hedges                 | Wyspa Man       | 9,0   |
| 6.   | Øssur Debes Eiriksfoss      | Wyspy Owcze     | 8,8   |
| 6.   | Anand Patel                 | Wyspa Man       | 8,8   |
| 8.   | Matthew Hill                | Jersey          | 8,7   |
| 9.   | Brandon Garrett             | Wyspa Man       | 8,6   |
| 10.  | James Evans                 | Jersey          | 8,4   |
| 10.  | Fróði Mortensen             | Wyspy Owcze     | 8,4   |
| 12.  | Jóni Brandsson Christiansen | Wyspy Owcze     | 8,2   |
| 13.  | Andre Romeril               | Jersey          | 7,3   |
| 14.  | Oliver Nyholm               | Wyspy Alandzkie | 6,8   |
| 15.  | Joar Halling                | Wyspy Alandzkie | 4,5   |

### Ćwiczenia na koniu z łękami (SET)
W konkurencji tej wzięli udział zawodnicy trzech reprezentacji, pochodzących następujących krajów: Jersey, Wysp Alandzkich oraz Wyspy Man. Konkurencja odbyła się 3 lipca.

#### Medaliści
| Medal | Zawodnik         | Kraj      |
| ----- | ---------------- | --------- |
| Złoto | Alex Hedges      | Wyspa Man |
| Złoto | Mukunda Measuria | Wyspa Man |
| Brąz  | Matthew Hill     | Jersey    |

#### Wyniki
Wyniki
przedstawiały się następująco: 
| Kraje biorące udział | Kraje biorące udział | Kraje biorące udział | Kraje biorące udział | Kraje biorące udział |
| Reprezentacja        | L.                   | Najlepszy            | Najlepszy            | Najlepszy            |
| Reprezentacja        | L.                   | Zawodnik             | Wynik                | Pozycja              |
| -------------------- | -------------------- | -------------------- | -------------------- | -------------------- |
| Jersey               | 4                    | Matthew Hill         | 8,5                  | 3.                   |
| Wyspa Man            | 5                    | Alex Hedges          | 8,7                  | 1.                   |
| Wyspy Alandzkie      | 1                    | Oliver Nyholm        | 1,3                  | 10.                  |

| Poz. | Zawodnik          | Kraj            | Wynik |
| ---- | ----------------- | --------------- | ----- |
| 1.   | Alex Hedges       | Wyspa Man       | 8,7   |
| 1.   | Mukunda Measuria  | Wyspa Man       | 8,7   |
| 3.   | Matthew Hill      | Jersey          | 8,5   |
| 4.   | Matthew Maletroit | Jersey          | 8,2   |
| 5.   | Adam Hedges       | Wyspa Man       | 8,0   |
| 6.   | Anand Patel       | Wyspa Man       | 7,4   |
| 7.   | Andre Romeril     | Jersey          | 3,4   |
| 8.   | James Evans       | Jersey          | 3,2   |
| 9.   | Brandon Garrett   | Wyspa Man       | 2,3   |
| 10.  | Oliver Nyholm     | Wyspy Alandzkie | 1,3   |

### Ćwiczenia wolne (FIG)
W konkurencji tej wzięli udział zawodnicy czterech reprezentacji, pochodzących następujących krajów: Jersey, Wysp Alandzkich, Wysp Owczych oraz Wyspy Man. Konkurencja odbyła się 1 lipca.

#### Medaliści
| Medal  | Zawodnik               | Kraj        |
| ------ | ---------------------- | ----------- |
| Złoto  | Alex Hedges            | Wyspa Man   |
| Srebro | Joseph Smith           | Wyspa Man   |
| Brąz   | Øssur Debes Eiriksfoss | Wyspy Owcze |

#### Wyniki
Wyniki przedstawiały się następująco:
| Kraje biorące udział | Kraje biorące udział | Kraje biorące udział   | Kraje biorące udział | Kraje biorące udział |
| Reprezentacja        | L.                   | Najlepszy              | Najlepszy            | Najlepszy            |
| Reprezentacja        | L.                   | Zawodnik               | Wynik                | Pozycja              |
| -------------------- | -------------------- | ---------------------- | -------------------- | -------------------- |
| Jersey               | 4                    | Matthew Maletroit      | 12,3                 | 7.                   |
| Wyspa Man            | 5                    | Alex Hedges            | 13,9                 | 1.                   |
| Wyspy Alandzkie      | 2                    | Joar Halling           | 10,1                 | 13.                  |
| Wyspy Owcze          | 4                    | Øssur Debes Eiriksfoss | 13,1                 | 3.                   |

| Poz. | Zawodnik                    | Kraj            | Wynik |
| ---- | --------------------------- | --------------- | ----- |
| 1.   | Alex Hedges                 | Wyspa Man       | 13,9  |
| 2.   | Joseph Smith                | Wyspa Man       | 13,8  |
| 3.   | Øssur Debes Eiriksfoss      | Wyspy Owcze     | 13,1  |
| 4.   | Rósing Dam                  | Wyspy Owcze     | 13,0  |
| 5.   | Adam Hedges                 | Wyspa Man       | 12,8  |
| 6.   | Anand Patel                 | Wyspa Man       | 12,5  |
| 7.   | Matthew Maletroit           | Jersey          | 12,3  |
| 8.   | Jóni Brandsson Christiansen | Wyspy Owcze     | 12,2  |
| 9.   | Brandon Garrett             | Wyspa Man       | 12,1  |
| 10.  | Fróði Mortensen             | Wyspy Owcze     | 11,9  |
| 11.  | Andre Romeril               | Jersey          | 10,9  |
| 12.  | James Evans                 | Jersey          | 10,6  |
| 13.  | Joar Halling                | Wyspy Alandzkie | 10,1  |
| 14.  | Matthew Hill                | Jersey          | 10,0  |
| 14.  | Oliver Nyholm               | Wyspy Alandzkie | 10,0  |

### Skok (FIG)
W konkurencji tej wzięli udział zawodnicy czterech reprezentacji, pochodzących następujących krajów: Jersey, Wysp Alandzkich, Wysp Owczych oraz Wyspy Man. Konkurencja odbyła się 1 lipca.

#### Medaliści
| Medal  | Zawodnik               | Kraj        |
| ------ | ---------------------- | ----------- |
| Złoto  | Alex Hedges            | Wyspa Man   |
| Srebro | Joseph Smith           | Wyspa Man   |
| Brąz   | Øssur Debes Eiriksfoss | Wyspy Owcze |

#### Wyniki
Wyniki przedstawiały się następująco:
| Kraje biorące udział | Kraje biorące udział | Kraje biorące udział   | Kraje biorące udział | Kraje biorące udział |
| Reprezentacja        | L.                   | Najlepszy              | Najlepszy            | Najlepszy            |
| Reprezentacja        | L.                   | Zawodnik               | Wynik                | Pozycja              |
| -------------------- | -------------------- | ---------------------- | -------------------- | -------------------- |
| Jersey               | 4                    | James Evans            | 12,45                | 7.                   |
| Wyspa Man            | 5                    | Alex Hedges            | 13,7                 | 1.                   |
| Wyspy Alandzkie      | 4                    | Oliver Nyholm          | 11,15                | 12.                  |
| Wyspy Owcze          | 5                    | Øssur Debes Eiriksfoss | 13,3                 | 3.                   |

| Poz. | Zawodnik                    | Kraj            | 1. skrzynia | 2. skrzynia | Wynik |
| ---- | --------------------------- | --------------- | ----------- | ----------- | ----- |
| 1.   | Alex Hedges                 | Wyspa Man       | 14,0        | 13,4        | 13,7  |
| 2.   | Joseph Smith                | Wyspa Man       | 13,2        | 13,8        | 13,5  |
| 3.   | Øssur Debes Eiriksfoss      | Wyspy Owcze     | 13,0        | 13,6        | 13,3  |
| 4.   | Fróði Mortensen             | Wyspy Owcze     | 12,8        | 13,3        | 13,05 |
| 5.   | Anand Patel                 | Wyspa Man       | 13,1        | 12,6        | 12,85 |
| 6.   | Rósing Dam                  | Wyspy Owcze     | 13,1        | 12,0        | 12,55 |
| 7.   | James Evans                 | Jersey          | 12,8        | 12,1        | 12,45 |
| 8.   | Jóni Brandsson Christiansen | Wyspy Owcze     | 12,0        | 12,8        | 12,4  |
| 8.   | Adam Hedges                 | Wyspa Man       | 12,8        | 12,0        | 12,4  |
| 10.  | Brandon Garrett             | Wyspa Man       | 12,7        | 11,6        | 12,15 |
| 11.  | Matthew Maletroit           | Jersey          | 12,2        | 11,8        | 12    |
| 12.  | Oliver Nyholm               | Wyspy Alandzkie | 11,8        | 10,5        | 11,15 |
| 13.  | Anton Axberg                | Wyspy Alandzkie | 10,3        | 10,7        | 10,5  |
| 13.  | Joar Halling                | Wyspy Alandzkie | 10,0        | 11,0        | 10,5  |
| 15.  | Andre Romeril               | Jersey          | 12          | -           | 6,25  |
| 16.  | Høgni Rúnason Øster         | Wyspy Owcze     | 11,6        | -           | 5,8   |
| 17.  | Matthew Hill                | Jersey          | 11,3        | -           | 5,65  |
| 18.  | Jonathan Jansson            | Wyspy Alandzkie | 10,5        | 0,0         | 5,25  |

### Ćwiczenia na drążku (FIG)
W konkurencji tej wzięli udział zawodnicy czterech reprezentacji, pochodzących następujących krajów: Jersey, Wysp Alandzkich, Wysp Owczych oraz Wyspy Man. Konkurencja odbyła się 1 lipca.

#### Medaliści
| Medal  | Zawodnik          | Kraj      |
| ------ | ----------------- | --------- |
| Złoto  | Alex Hedges       | Wyspa Man |
| Srebro | Matthew Maletroit | Jersey    |
| Brąz   | Mukunda Measuria  | Wyspa Man |

#### Wyniki
Wyniki przedstawiały się następująco:
| Kraje biorące udział | Kraje biorące udział | Kraje biorące udział | Kraje biorące udział | Kraje biorące udział |
| Reprezentacja        | L.                   | Najlepszy            | Najlepszy            | Najlepszy            |
| Reprezentacja        | L.                   | Zawodnik             | Wynik                | Pozycja              |
| -------------------- | -------------------- | -------------------- | -------------------- | -------------------- |
| Jersey               | 4                    | Matthew Maletroit    | 10,4                 | 2.                   |
| Wyspa Man            | 6                    | Alex Hedges          | 11,9                 | 1.                   |
| Wyspy Alandzkie      | 2                    | Joar Halling         | 0,0                  | 14.                  |
| Wyspy Owcze          | 3                    | Høgni Rúnason Øster  | 8,6                  | 4.                   |

| Poz. | Zawodnik               | Kraj            | Wynik |
| ---- | ---------------------- | --------------- | ----- |
| 1.   | Alex Hedges            | Wyspa Man       | 11,9  |
| 2.   | Matthew Maletroit      | Jersey          | 10,4  |
| 3.   | Mukunda Measuria       | Wyspa Man       | 9,7   |
| 4.   | Høgni Rúnason Øster    | Wyspy Owcze     | 8,6   |
| 5.   | Joseph Smith           | Wyspa Man       | 5,7   |
| 6.   | Adam Hedges            | Wyspa Man       | 4,5   |
| 7.   | Øssur Debes Eiriksfoss | Wyspy Owcze     | 3,8   |
| 8.   | Anand Patel            | Wyspa Man       | 3,2   |
| 9.   | Brandon Garrett        | Wyspa Man       | 1,6   |
| 10.  | James Evans            | Jersey          | 0,8   |
| 11.  | Matthew Hill           | Jersey          | 0,4   |
| 11.  | Andre Romeril          | Jersey          | 0,4   |
| 13.  | Rósing Dam             | Wyspy Owcze     | 0,2   |
| 14.  | Joar Halling           | Wyspy Alandzkie | 0,0   |
| 14.  | Oliver Nyholm          | Wyspy Alandzkie | 0,0   |

### Ćwiczenia na poręczy (FIG)
W konkurencji tej wzięli udział zawodnicy czterech reprezentacji, pochodzących następujących krajów: Jersey, Wysp Alandzkich, Wysp Owczych oraz Wyspy Man. Konkurencja odbyła się 1 lipca.

#### Medaliści
| Medal  | Zawodnik          | Kraj        |
| ------ | ----------------- | ----------- |
| Złoto  | Matthew Maletroit | Jersey      |
| Srebro | Alex Hedges       | Wyspa Man   |
| Brąz   | Rósing Dam        | Wyspy Owcze |

#### Wyniki
Wyniki przedstawiały się następująco:
| Kraje biorące udział | Kraje biorące udział | Kraje biorące udział | Kraje biorące udział | Kraje biorące udział |
| Reprezentacja        | L.                   | Najlepszy            | Najlepszy            | Najlepszy            |
| Reprezentacja        | L.                   | Zawodnik             | Wynik                | Pozycja              |
| -------------------- | -------------------- | -------------------- | -------------------- | -------------------- |
| Jersey               | 4                    | Matthew Maletroit    | 13,0                 | 1.                   |
| Wyspa Man            | 6                    | Alex Hedges          | 12,9                 | 2.                   |
| Wyspy Alandzkie      | 2                    | Oliver Nyholm        | 1,5                  | 14.                  |
| Wyspy Owcze          | 3                    | Rósing Dam           | 12,4                 | 3.                   |

| Poz. | Zawodnik                    | Kraj            | Wynik |
| ---- | --------------------------- | --------------- | ----- |
| 1.   | Matthew Maletroit           | Jersey          | 13,0  |
| 2.   | Alex Hedges                 | Wyspa Man       | 12,9  |
| 3.   | Rósing Dam                  | Wyspy Owcze     | 12,4  |
| 4.   | James Evans                 | Jersey          | 12,2  |
| 5.   | Joseph Smith                | Wyspa Man       | 12,1  |
| 6.   | Adam Hedges                 | Wyspa Man       | 11,9  |
| 6.   | Mukunda Measuria            | Wyspa Man       | 11,9  |
| 6.   | Matthew Hill                | Jersey          | 11,9  |
| 9.   | Anand Patel                 | Wyspa Man       | 11,8  |
| 10.  | Øssur Debes Eiriksfoss      | Wyspy Owcze     | 11,3  |
| 11.  | Andre Romeril               | Jersey          | 11,1  |
| 12.  | Jóni Brandsson Christiansen | Wyspy Owcze     | 10,8  |
| 13.  | Brandon Garrett             | Wyspa Man       | 4,9   |
| 14.  | Oliver Nyholm               | Wyspy Alandzkie | 1,5   |
| 15.  | Joar Halling                | Wyspy Alandzkie | 0,7   |

### Ćwiczenia na kółkach (FIG)
W konkurencji tej wzięli udział zawodnicy czterech reprezentacji, pochodzących następujących krajów: Jersey, Wysp Alandzkich, Wysp Owczych oraz Wyspy Man. Konkurencja odbyła się 1 lipca.

#### Medaliści
| Medal  | Zawodnik               | Kraj        |
| ------ | ---------------------- | ----------- |
| Złoto  | Alex Hedges            | Wyspa Man   |
| Srebro | Matthew Maletroit      | Jersey      |
| Brąz   | Øssur Debes Eiriksfoss | Wyspy Owcze |

#### Wyniki
Wyniki przedstawiały się następująco:
| Kraje biorące udział | Kraje biorące udział | Kraje biorące udział   | Kraje biorące udział | Kraje biorące udział |
| Reprezentacja        | L.                   | Najlepszy              | Najlepszy            | Najlepszy            |
| Reprezentacja        | L.                   | Zawodnik               | Wynik                | Pozycja              |
| -------------------- | -------------------- | ---------------------- | -------------------- | -------------------- |
| Jersey               | 4                    | Matthew Maletroit      | 12,2                 | 2.                   |
| Wyspa Man            | 5                    | Alex Hedges            | 12,4                 | 1.                   |
| Wyspy Alandzkie      | 2                    | Oliver Nyholm          | 4,6                  | 14.                  |
| Wyspy Owcze          | 4                    | Øssur Debes Eiriksfoss | 12,0                 | 3.                   |

| Poz. | Zawodnik                    | Kraj            | Wynik |
| ---- | --------------------------- | --------------- | ----- |
| 1.   | Alex Hedges                 | Wyspa Man       | 12,4  |
| 2.   | Matthew Maletroit           | Jersey          | 12,2  |
| 3.   | Øssur Debes Eiriksfoss      | Wyspy Owcze     | 12,0  |
| 4.   | Mukunda Measuria            | Wyspa Man       | 11,4  |
| 5.   | Fróði Mortensen             | Wyspy Owcze     | 11,3  |
| 6.   | Rósing Dam                  | Wyspy Owcze     | 11,1  |
| 7.   | Anand Patel                 | Wyspa Man       | 11,0  |
| 8.   | Adam Hedges                 | Wyspa Man       | 10,7  |
| 8.   | Andre Romeril               | Jersey          | 10,7  |
| 10.  | Matthew Hill                | Jersey          | 10,5  |
| 11.  | James Evans                 | Jersey          | 10,3  |
| 12.  | Jóni Brandsson Christiansen | Wyspy Owcze     | 10,0  |
| 12.  | Brandon Garrett             | Wyspa Man       | 10,0  |
| 14.  | Oliver Nyholm               | Wyspy Alandzkie | 4,6   |
| 15.  | Joar Halling                | Wyspy Alandzkie | 0,2   |

### Ćwiczenia na koniu z łękami (FIG)
W konkurencji tej wzięli udział zawodnicy czterech reprezentacji, pochodzących następujących krajów: Jersey, Wysp Alandzkich, Wysp Owczych oraz Wyspy Man. Konkurencja odbyła się 1 lipca.

#### Medaliści
| Medal  | Zawodnik     | Kraj      |
| ------ | ------------ | --------- |
| Złoto  | Alex Hedges  | Wyspa Man |
| Srebro | Adam Hedges  | Wyspa Man |
| Srebro | Matthew Hill | Jersey    |

#### Wyniki
Wyniki przedstawiały się następująco:
| Kraje biorące udział | Kraje biorące udział | Kraje biorące udział | Kraje biorące udział | Kraje biorące udział |
| Reprezentacja        | L.                   | Najlepszy            | Najlepszy            | Najlepszy            |
| Reprezentacja        | L.                   | Zawodnik             | Wynik                | Pozycja              |
| -------------------- | -------------------- | -------------------- | -------------------- | -------------------- |
| Jersey               | 4                    | Matthew Hill         | 10,7                 | 2.                   |
| Wyspa Man            | 5                    | Alex Hedges          | 11,9                 | 1.                   |
| Wyspy Alandzkie      | 1                    | Oliver Nyholm        | 0,2                  | 13.                  |
| Wyspy Owcze          | 3                    | Rósing Dam           | 2,1                  | 10.                  |

| Poz. | Zawodnik               | Kraj            | Wynik |
| ---- | ---------------------- | --------------- | ----- |
| 1.   | Alex Hedges            | Wyspa Man       | 11,9  |
| 2.   | Adam Hedges            | Wyspa Man       | 10,7  |
| 2.   | Matthew Hill           | Jersey          | 10,7  |
| 4.   | Mukunda Measuria       | Wyspa Man       | 10,4  |
| 5.   | Matthew Maletroit      | Jersey          | 9,9   |
| 6.   | Anand Patel            | Wyspa Man       | 4,3   |
| 7.   | James Evans            | Jersey          | 4,1   |
| 8.   | Andre Romeril          | Jersey          | 3,3   |
| 9.   | Brandon Garrett        | Wyspa Man       | 2,3   |
| 10.  | Rósing Dam             | Wyspy Owcze     | 2,1   |
| 11.  | Øssur Debes Eiriksfoss | Wyspy Owcze     | 2,0   |
| 12.  | Fróði Mortensen        | Wyspy Owcze     | 1,9   |
| 13.  | Oliver Nyholm          | Wyspy Alandzkie | 0,2   |

### Mężczyźni sumarycznie (FIG)
W konkurencji tej wzięli udział zawodnicy czterech reprezentacji, pochodzących następujących krajów: Jersey, Wysp Alandzkich, Wysp Owczych oraz Wyspy Man. Konkurencja odbyła się 1 lipca.

#### Medaliści
| Medal  | Zawodnik          | Kraj      |
| ------ | ----------------- | --------- |
| Złoto  | Alex Hedges       | Wyspa Man |
| Srebro | Matthew Maletroit | Jersey    |
| Brąz   | Adam Hedges       | Wyspa Man |

#### Wyniki
Wyniki przedstawiały się następująco:
| Kraje biorące udział | Kraje biorące udział | Kraje biorące udział   | Kraje biorące udział | Kraje biorące udział |
| Reprezentacja        | L.                   | Najlepszy              | Najlepszy            | Najlepszy            |
| Reprezentacja        | L.                   | Zawodnik               | Wynik                | Pozycja              |
| -------------------- | -------------------- | ---------------------- | -------------------- | -------------------- |
| Jersey               | 4                    | Matthew Maletroit      | 70                   | 2.                   |
| Wyspa Man            | 6                    | Alex Hedges            | 77                   | 1.                   |
| Wyspy Alandzkie      | 4                    | Oliver Nyholm          | 28,1                 | 15.                  |
| Wyspy Owcze          | 5                    | Øssur Debes Eiriksfoss | 55,2                 | 5.                   |

| Poz. | Zawodnik                    | Kraj            | Wolne | Koń z łęk. | Skok | Kółka | Poręcz | Drążek | Wynik |
| ---- | --------------------------- | --------------- | ----- | ---------- | ---- | ----- | ------ | ------ | ----- |
| 1.   | Alex Hedges                 | Wyspa Man       | 13,9  | 11,9       | 14,0 | 12,4  | 12,9   | 11,9   | 77    |
| 2.   | Matthew Maletroit           | Jersey          | 12,3  | 9,9        | 12,2 | 12,2  | 13,0   | 10,4   | 70    |
| 3.   | Adam Hedges                 | Wyspa Man       | 12,8  | 10,7       | 12,8 | 10,7  | 11,9   | 4,5    | 63,4  |
| 4.   | Anand Patel                 | Wyspa Man       | 12,5  | 4,3        | 13,1 | 11,0  | 11,8   | 3,2    | 55,9  |
| 5.   | Øssur Debes Eiriksfoss      | Wyspy Owcze     | 13,1  | 2,0        | 13,0 | 12,0  | 11,3   | 3,8    | 55,2  |
| 6.   | Matthew Hill                | Jersey          | 10,0  | 10,7       | 11,3 | 10,5  | 11,9   | 0,4    | 53,9  |
| 7.   | Rósing Dam                  | Wyspy Owcze     | 13,0  | 2,1        | 13,1 | 11,1  | 12,4   | 0,2    | 51,9  |
| 8.   | James Evans                 | Jersey          | 10,6  | 4,1        | 12,8 | 10,3  | 12,2   | 0,8    | 50,8  |
| 9.   | Andre Romeril               | Jersey          | 10,9  | 3,3        | 12,5 | 10,7  | 11,1   | 0,4    | 48,9  |
| 10.  | Jóni Brandsson Christiansen | Wyspy Owcze     | 12,2  | -          | 12,0 | 10,0  | 10,8   | -      | 45    |
| 11.  | Joseph Smith                | Wyspa Man       | 13,8  | -          | 13,2 | -     | 12,1   | 5,7    | 44,8  |
| 12.  | Brandon Garrett             | Wyspa Man       | 12,1  | 2,3        | 12,7 | 10,0  | 4,9    | 1,6    | 43,6  |
| 13.  | Mukunda Measuria            | Wyspa Man       | -     | 10,4       | -    | 11,4  | 11,9   | 9,7    | 43,4  |
| 14.  | Fróði Mortensen             | Wyspy Owcze     | 11,9  | 1,9        | 12,8 | 11,3  | -      | -      | 37,9  |
| 15.  | Oliver Nyholm               | Wyspy Alandzkie | 10,0  | 0,2        | 11,8 | 4,6   | 1,5    | 0,0    | 28,1  |
| 16.  | Joar Halling                | Wyspy Alandzkie | 10,1  | -          | 10,0 | 0,2   | 0,7    | 0,0    | 21    |
| 17.  | Høgni Rúnason Øster         | Wyspy Owcze     | -     | -          | 11,6 | -     | -      | 8,6    | 20,2  |
| 18.  | Jonathan Jansson            | Wyspy Alandzkie | -     | -          | 10,5 | -     | -      | -      | 10,5  |
| 19.  | Anton Axberg                | Wyspy Alandzkie | -     | -          | 10,3 | -     | -      | -      | 10,3  |

### Mężczyźni drużynowo ćwiczenia wolne i skoki (FIG)
W konkurencji tej wzięły udział cztery reprezentacje: Jersey, Wysp Alandzkich, Wysp Owczych oraz Wyspy Man. Konkurencja odbyła się 29 czerwca.

#### Medaliści
| Medal  | Reprezentacja |
| ------ | ------------- |
| Złoto  | Wyspa Man     |
| Srebro | Wyspy Owcze   |

#### Wyniki
Wyniki przedstawiały się następująco:
| Poz. | Reprezentacja   | Zawodnicy              | Wyniki    | Wyniki | Wyniki |
| Poz. | Reprezentacja   | Zawodnicy              | Ćw. wolne | Skoki  | Wynik  |
| ---- | --------------- | ---------------------- | --------- | ------ | ------ |
| 1.   | Wyspa Man       | Adam Hedges            | 15,0      | 12,2   | 85,9   |
| 1.   | Wyspa Man       | Alex Hedges            | 15,5      | 13,4   | 85,9   |
| 1.   | Wyspa Man       | Anand Patel            | 15,0      | 13,2   | 85,9   |
| 1.   | Wyspa Man       | Joseph Smith           | 15,7      | 13,1   | 85,9   |
| 2.   | Wyspy Owcze     | Rósing Dam             | 15,5      | 12,2   | 83,9   |
| 2.   | Wyspy Owcze     | Øssur Debes Eiriksfoss | 15,4      | 12,8   | 83,9   |
| 2.   | Wyspy Owcze     | Gutti Harryson         | 11,4      |        | 83,9   |
| 2.   | Wyspy Owcze     | Fróði Mortensen        | 15,0      | 13,0   | 83,9   |
| 3.   | Jersey          | James Evans            | 14,7      | 12,8   | 80,9   |
| 3.   | Jersey          | Matthew Hill           | 13,5      | 11,2   | 80,9   |
| 3.   | Jersey          | Matthew Maletroit      | 14,8      | 12,6   | 80,9   |
| 3.   | Jersey          | Andre Romeril          | 14,1      | 11,9   | 80,9   |
| 4.   | Wyspy Alandzkie | Anton Axberg           | 12,85     | 10,4   | 71,35  |
| 4.   | Wyspy Alandzkie | Joar Halling           | 10.9      | 11,2   | 71,35  |
| 4.   | Wyspy Alandzkie | Jonathan Jansson       | 12,0      | 9,5    | 71,35  |
| 4.   | Wyspy Alandzkie | Oliver Nyholm          | 14,0      | 10,9   | 71,35  |

## Konkurencje żeńskie
Rozegrano osiem konkurencji męskich w ramach gimnastyki na Island Games 2009. Rozgrywano je w dwóch różnych odmianach SET oraz FIG. Prócz dwunastu konkurencji medale przyznano także za osiągnięcia sumaryczne.

### Ćwiczenia wolne (SET)
W konkurencji tej wzięły udział zawodniczki siedmiu reprezentacji, pochodzących następujących krajów: Bermudów, Jersey, Minorki, Wysp Alandzkich, Wysp Owczych, Wyspy Man oraz Ynys Môn. Konkurencja odbyła się 3 lipca.

#### Medalistki
| Medal  | Zawodniczka     | Kraj      |
| ------ | --------------- | --------- |
| Złoto  | Kaisey Griffith | Bermudy   |
| Srebro | Rebecca Johnson | Wyspa Man |
| Brąz   | Grace Harrison  | Wyspa Man |

#### Wyniki
Wyniki przedstawiały się następująco:
| Kraje biorące udział | Kraje biorące udział | Kraje biorące udział | Kraje biorące udział | Kraje biorące udział |
| Reprezentacja        | L.                   | Najlepsza            | Najlepsza            | Najlepsza            |
| Reprezentacja        | L.                   | Zawodniczka          | Wynik                | Pozycja              |
| -------------------- | -------------------- | -------------------- | -------------------- | -------------------- |
| Bermudy              | 6                    | Kaisey Griffith      | 13,3                 | 1.                   |
| Jersey               | 5                    | Lisa Day             | 11,65                | 24.                  |
| Minorka              | 5                    | Jéssica Gomila       | 12,9                 | 5.                   |
| Wyspa Man            | 6                    | Rebecca Johnson      | 13,15                | 2.                   |
| Wyspy Alandzkie      | 5                    | Malin Pussinen       | 12,5                 | 11.                  |
| Wyspy Owcze          | 6                    | Kristina Toftegaard  | 12,8                 | 8.                   |
| Ynys Môn             | 6                    | Meinir Roberts       | 12,5                 | 11.                  |

| Poz. | Zawodniczka                   | Kraj            | Wynik |
| ---- | ----------------------------- | --------------- | ----- |
| 1.   | Kaisey Griffith               | Bermudy         | 13,3  |
| 2.   | Rebecca Johnson               | Wyspa Man       | 13,15 |
| 3.   | Grace Harrison                | Wyspa Man       | 13,1  |
| 4.   | Caitlyn Mello                 | Bermudy         | 12,95 |
| 5.   | Jéssica Gomila                | Minorka         | 12,9  |
| 5.   | Christine Stoddart            | Wyspa Man       | 12,9  |
| 7.   | Lindsey Beynon                | Wyspa Man       | 12,85 |
| 8.   | Kristina Toftegaard           | Wyspy Owcze     | 12,8  |
| 9.   | Rhyanne Hancock               | Wyspa Man       | 12,7  |
| 9.   | Sophie Kneen                  | Wyspa Man       | 12,7  |
| 11.  | Riann Ming                    | Bermudy         | 12,5  |
| 11.  | Malin Pussinen                | Wyspy Alandzkie | 12,5  |
| 11.  | Meinir Roberts                | Ynys Môn        | 12,5  |
| 14.  | Hannah King                   | Bermudy         | 12,4  |
| 14.  | Anita Knudsen Fossdalsá       | Wyspy Owcze     | 12,4  |
| 16.  | Morgan Beckles                | Bermudy         | 12,35 |
| 17.  | Eva Martínez                  | Minorka         | 12,2  |
| 17.  | Fríðhild Reinert Norðgerð     | Wyspy Owcze     | 12,2  |
| 19.  | Durita Sigmarsdóttir Davidsen | Wyspy Owcze     | 12,1  |
| 20.  | Rosie Finnigan                | Bermudy         | 12,0  |
| 20.  | Frida Johansson               | Wyspy Alandzkie | 12,0  |
| 22.  | Irene Camps                   | Minorka         | 11,95 |
| 23.  | Katrin Sólrunardóttir Wardum  | Wyspy Owcze     | 11,85 |
| 24.  | Lisa Day                      | Jersey          | 11,65 |
| 25.  | Nuria Enrich                  | Minorka         | 11,6  |
| 25.  | Silja Højgaard                | Wyspy Owcze     | 11,6  |
| 25.  | Siwan Mair Jones              | Ynys Môn        | 11,6  |
| 28.  | Maria Brändström              | Wyspy Alandzkie | 11,5  |
| 29.  | Charlotte Sweeney             | Jersey          | 11,4  |
| 30.  | Sandra Parcero                | Minorka         | 11,2  |
| 31.  | Faye Garrod                   | Ynys Môn        | 11,15 |
| 32.  | Shinarah Le Blancq            | Jersey          | 10,9  |
| 33.  | Frida Lindfors                | Wyspy Alandzkie | 10,5  |
| 33.  | Aimee McDonnell               | Jersey          | 10,5  |
| 35.  | Katie McHardy-Rowley          | Ynys Môn        | 10,15 |
| 36.  | Vanessa Eriksson              | Wyspy Alandzkie | 10    |
| 37.  | Kate McCallum                 | Ynys Môn        | 9,8   |
| 38.  | Elizabeth Appleyard           | Jersey          | 8,85  |
| 39.  | Sophie Twiss                  | Ynys Môn        | 8,7   |

### Skok (SET)
W konkurencji tej wzięły udział zawodniczki siedmiu reprezentacji, pochodzących następujących krajów: Bermudów, Jersey, Minorki, Wysp Alandzkich, Wysp Owczych, Wyspy Man oraz Ynys Môn. Konkurencja odbyła się 3 lipca.

#### Medalistki
| Medal  | Zawodniczka      | Kraj     |
| ------ | ---------------- | -------- |
| Złoto  | Morgan Beckles   | Bermudy  |
| Srebro | Kaisey Griffith  | Bermudy  |
| Srebro | Siwan Mair Jones | Ynys Môn |

#### Wyniki
Wyniki przedstawiały się następująco:
| Kraje biorące udział | Kraje biorące udział | Kraje biorące udział          | Kraje biorące udział | Kraje biorące udział |
| Reprezentacja        | L.                   | Najlepsza                     | Najlepsza            | Najlepsza            |
| Reprezentacja        | L.                   | Zawodniczka                   | Wynik                | Pozycja              |
| -------------------- | -------------------- | ----------------------------- | -------------------- | -------------------- |
| Bermudy              | 6                    | Morgan Beckles                | 12,85                | 1.                   |
| Jersey               | 5                    | Elizabeth Appleyard           | 12,3                 | 16.                  |
| Minorka              | 5                    | Jéssica Gomila i Eva Martínez | 12,55                | 6.                   |
| Wyspa Man            | 6                    | Christine Stoddart            | 12,75                | 4.                   |
| Wyspy Alandzkie      | 6                    | Malin Pussinen                | 12,25                | 18.                  |
| Wyspy Owcze          | 6                    | Anita Knudsen Fossdalsá       | 12,7                 | 5.                   |
| Ynys Môn             | 6                    | Siwan Mair Jones              | 12,8                 | 2.                   |

| Poz. | Zawodniczka                   | Kraj            | Wynik |
| ---- | ----------------------------- | --------------- | ----- |
| 1.   | Morgan Beckles                | Bermudy         | 12,85 |
| 2.   | Kaisey Griffith               | Bermudy         | 12,8  |
| 2.   | Siwan Mair Jones              | Ynys Môn        | 12,8  |
| 4.   | Christine Stoddart            | Wyspa Man       | 12,75 |
| 5.   | Anita Knudsen Fossdalsá       | Wyspy Owcze     | 12,7  |
| 6.   | Jéssica Gomila                | Minorka         | 12,55 |
| 6.   | Rhyanne Hancock               | Wyspa Man       | 12,55 |
| 6.   | Silja Højgaard                | Wyspy Owcze     | 12,55 |
| 6.   | Rebecca Johnson               | Wyspa Man       | 12,55 |
| 6.   | Eva Martínez                  | Minorka         | 12,55 |
| 6.   | Caitlyn Mello                 | Bermudy         | 12,55 |
| 12.  | Rosie Finnigan                | Bermudy         | 12,5  |
| 13.  | Hannah King                   | Bermudy         | 12,45 |
| 14.  | Grace Harrison                | Wyspa Man       | 12,35 |
| 14.  | Riann Ming                    | Bermudy         | 12,35 |
| 16.  | Elizabeth Appleyard           | Jersey          | 12,3  |
| 16.  | Lindsey Beynon                | Wyspa Man       | 12,3  |
| 18.  | Malin Pussinen                | Wyspy Alandzkie | 12,25 |
| 19.  | Kristina Toftegaard           | Wyspy Owcze     | 12,2  |
| 20.  | Nuria Enrich                  | Minorka         | 12,05 |
| 20.  | Faye Garrod                   | Ynys Môn        | 12,05 |
| 20.  | Frida Johansson               | Wyspy Alandzkie | 12,05 |
| 20.  | Charlotte Sweeney             | Jersey          | 12,05 |
| 24.  | Meinir Roberts                | Ynys Môn        | 12,0  |
| 24.  | Katrin Sólrunardóttir Wardum  | Wyspy Owcze     | 12,0  |
| 26.  | Shinarah Le Blancq            | Jersey          | 11,85 |
| 26.  | Lisa Day                      | Jersey          | 11,85 |
| 26.  | Fríðhild Reinert Norðgerð     | Wyspy Owcze     | 11,85 |
| 29.  | Maria Brändström              | Wyspy Alandzkie | 11,65 |
| 30.  | Irene Camps                   | Minorka         | 11,6  |
| 31.  | Sophie Kneen                  | Wyspa Man       | 11,45 |
| 31.  | Aimee McDonnell               | Jersey          | 11,45 |
| 33.  | Frida Lindfors                | Wyspy Alandzkie | 11,4  |
| 34.  | Sandra Parcero                | Minorka         | 11,3  |
| 35.  | Frida Brunberg                | Wyspy Alandzkie | 11,2  |
| 36.  | Vanessa Eriksson              | Wyspy Alandzkie | 11,15 |
| 37.  | Durita Sigmarsdóttir Davidsen | Wyspy Owcze     | 10,95 |
| 38.  | Sophie Twiss                  | Ynys Môn        | 10,75 |
| 39.  | Katie McHardy-Rowley          | Ynys Môn        | 10,35 |
|      | Kate McCallum                 | Ynys Môn        | DNS   |

### Ćwiczenia na drążku (SET)
W konkurencji tej wzięły udział zawodniczki siedmiu reprezentacji, pochodzących następujących krajów: Bermudów, Jersey, Minorki, Wysp Alandzkich, Wysp Owczych, Wyspy Man oraz Ynys Môn. Konkurencja odbyła się 3 lipca.

#### Medalistki
| Medal  | Zawodniczka     | Kraj      |
| ------ | --------------- | --------- |
| Złoto  | Kaisey Griffith | Bermudy   |
| Srebro | Caitlyn Mello   | Bermudy   |
| Brąz   | Rebecca Johnson | Wyspa Man |

#### Wyniki
Wyniki przedstawiały się następująco:
| Kraje biorące udział | Kraje biorące udział | Kraje biorące udział | Kraje biorące udział | Kraje biorące udział |
| Reprezentacja        | L.                   | Najlepsza            | Najlepsza            | Najlepsza            |
| Reprezentacja        | L.                   | Zawodniczka          | Wynik                | Pozycja              |
| -------------------- | -------------------- | -------------------- | -------------------- | -------------------- |
| Bermudy              | 6                    | Kaisey Griffith      | 12,5                 | 1.                   |
| Jersey               | 5                    | Shinarah Le Blancq   | 10,4                 | 14.                  |
| Minorka              | 2                    | Jéssica Gomila       | 7,85                 | 26.                  |
| Wyspa Man            | 6                    | Rebecca Johnson      | 12,3                 | 3.                   |
| Wyspy Alandzkie      | 4                    | Malin Pussinen       | 11,25                | 11.                  |
| Wyspy Owcze          | 6                    | Silja Højgaard       | 8,9                  | 20.                  |
| Ynys Môn             | 6                    | Siwan Mair Jones     | 9,45                 | 18.                  |

| Poz. | Zawodniczka                   | Kraj            | Wynik |
| ---- | ----------------------------- | --------------- | ----- |
| 1.   | Kaisey Griffith               | Bermudy         | 12,5  |
| 2.   | Caitlyn Mello                 | Bermudy         | 12,45 |
| 3.   | Rebecca Johnson               | Wyspa Man       | 12,3  |
| 4.   | Hannah King                   | Bermudy         | 12,2  |
| 5.   | Grace Harrison                | Wyspa Man       | 11,95 |
| 6.   | Grace Harrison                | Bermudy         | 11,85 |
| 6.   | Christine Stoddart            | Wyspa Man       | 11,85 |
| 8.   | Sophie Kneen                  | Wyspa Man       | 11,8  |
| 9.   | Morgan Beckles                | Bermudy         | 11,7  |
| 10.  | Rosie Finnigan                | Bermudy         | 11,55 |
| 11.  | Malin Pussinen                | Wyspy Alandzkie | 11,25 |
| 12.  | Rhyanne Hancock               | Wyspa Man       | 11,1  |
| 13.  | Lindsey Beynon                | Wyspa Man       | 10,95 |
| 14.  | Shinarah Le Blancq            | Jersey          | 10,4  |
| 15.  | Maria Brändström              | Wyspy Alandzkie | 10,3  |
| 16.  | Elizabeth Appleyard           | Jersey          | 10,1  |
| 17.  | Charlotte Sweeney             | Jersey          | 9,8   |
| 18.  | Frida Johansson               | Wyspy Alandzkie | 9,45  |
| 18.  | Siwan Mair Jones              | Ynys Môn        | 9,45  |
| 20.  | Silja Højgaard                | Wyspy Owcze     | 8,9   |
| 21.  | Anita Knudsen Fossdalsá       | Wyspy Owcze     | 8,7   |
| 22.  | Frida Brunberg                | Wyspy Alandzkie | 8,6   |
| 23.  | Ciara Lambert                 | Jersey          | 8,5   |
| 24.  | Faye Garrod                   | Ynys Môn        | 8,35  |
| 25.  | Lisa Day                      | Jersey          | 8,15  |
| 26.  | Jéssica Gomila                | Minorka         | 7,85  |
| 27.  | Kristina Toftegaard           | Wyspy Owcze     | 7,5   |
| 28.  | Meinir Roberts                | Ynys Môn        | 6,95  |
| 29.  | Katie McHardy-Rowley          | Ynys Môn        | 6,25  |
| 30.  | Sophie Twiss                  | Ynys Môn        | 6,2   |
| 31.  | Irene Camps                   | Minorka         | 5,7   |
| 32.  | Katrin Sólrunardóttir Wardum  | Wyspy Owcze     | 5,6   |
| 33.  | Durita Sigmarsdóttir Davidsen | Wyspy Owcze     | 5,5   |
| 34.  | Fríðhild Reinert Norðgerð     | Wyspy Owcze     | 4,7   |
|      | Kate McCallum                 | Ynys Môn        | DNS   |

### Ćwiczenia na poręczy (SET)
W konkurencji tej wzięły udział zawodniczki siedmiu reprezentacji, pochodzących następujących krajów: Bermudów, Jersey, Minorki, Wysp Alandzkich, Wysp Owczych, Wyspy Man oraz Ynys Môn. Konkurencja odbyła się 3 lipca.

#### Medalistki
| Medal  | Zawodniczka         | Kraj        |
| ------ | ------------------- | ----------- |
| Złoto  | Kaisey Griffith     | Bermudy     |
| Srebro | Kristina Toftegaard | Wyspy Owcze |
| Brąz   | Jéssica Gomila      | Minorka     |
| Brąz   | Caitlyn Mello       | Bermudy     |

#### Wyniki
Wyniki przedstawiały się następująco:
| Kraje biorące udział | Kraje biorące udział | Kraje biorące udział                    | Kraje biorące udział | Kraje biorące udział |
| Reprezentacja        | L.                   | Najlepsza                               | Najlepsza            | Najlepsza            |
| Reprezentacja        | L.                   | Zawodniczka                             | Wynik                | Pozycja              |
| -------------------- | -------------------- | --------------------------------------- | -------------------- | -------------------- |
| Bermudy              | 6                    | Kaisey Griffith                         | 12,8                 | 1.                   |
| Jersey               | 4                    | Elizabeth Appleyard i Charlotte Sweeney | 10,1                 | 16.                  |
| Minorka              | 5                    | Jéssica Gomila                          | 11,55                | 3.                   |
| Wyspa Man            | 6                    | Grace Harrison                          | 11,5                 | 4.                   |
| Wyspy Alandzkie      | 6                    | Malin Pussinen                          | 11,05                | 8.                   |
| Wyspy Owcze          | 6                    | Kristina Toftegaard                     | 11,95                | 2.                   |
| Ynys Môn             | 6                    | Siwan Mair Jones                        | 10,3                 | 13.                  |

| Poz. | Zawodniczka                   | Kraj            | Wynik |
| ---- | ----------------------------- | --------------- | ----- |
| 1.   | Kaisey Griffith               | Bermudy         | 12,8  |
| 2.   | Kristina Toftegaard           | Wyspy Owcze     | 11,95 |
| 3.   | Jéssica Gomila                | Minorka         | 11,55 |
| 3.   | Caitlyn Mello                 | Bermudy         | 11,55 |
| 5.   | Grace Harrison                | Wyspa Man       | 11,5  |
| 6.   | Rebecca Johnson               | Wyspa Man       | 11,3  |
| 7.   | Katrin Sólrunardóttir Wardum  | Wyspy Owcze     | 11,2  |
| 8.   | Morgan Beckles                | Bermudy         | 11,05 |
| 8.   | Malin Pussinen                | Wyspy Alandzkie | 11,05 |
| 10.  | Maria Brändström              | Wyspy Alandzkie | 10,8  |
| 11.  | Sophie Kneen                  | Wyspa Man       | 10,75 |
| 12.  | Anita Knudsen Fossdalsá       | Wyspy Owcze     | 10,45 |
| 13.  | Siwan Mair Jones              | Ynys Môn        | 10,3  |
| 14.  | Fríðhild Reinert Norðgerð     | Wyspy Owcze     | 10,25 |
| 15.  | Hannah King                   | Bermudy         | 10,2  |
| 16.  | Elizabeth Appleyard           | Jersey          | 10,1  |
| 16.  | Riann Ming                    | Minorka         | 10,1  |
| 16.  | Charlotte Sweeney             | Jersey          | 10,1  |
| 19.  | Lindsey Beynon                | Wyspa Man       | 10,05 |
| 20.  | Eva Martínez                  | Minorka         | 9,7   |
| 21.  | Rhyanne Hancock               | Wyspa Man       | 9,65  |
| 22.  | Frida Lindfors                | Wyspy Alandzkie | 9,45  |
| 23.  | Shinarah Le Blancq            | Jersey          | 9,3   |
| 23.  | Sandra Parcero                | Minorka         | 9,3   |
| 25.  | Irene Camps                   | Minorka         | 9,25  |
| 26.  | Lisa Day                      | Jersey          | 9,0   |
| 26.  | Rosie Finnigan                | Bermudy         | 9,0   |
| 28.  | Frida Johansson               | Wyspy Alandzkie | 8,95  |
| 29.  | Christine Stoddart            | Wyspa Man       | 8,9   |
| 30.  | Nuria Enrich                  | Minorka         | 8,8   |
| 31.  | Frida Brunberg                | Wyspy Alandzkie | 8,75  |
| 32.  | Silja Højgaard                | Wyspy Owcze     | 8,7   |
| 33.  | Durita Sigmarsdóttir Davidsen | Wyspy Owcze     | 7,85  |
| 34.  | Katie McHardy-Rowley          | Ynys Môn        | 7,8   |
| 35.  | Vanessa Eriksson              | Wyspy Alandzkie | 7,6   |
| 36.  | Meinir Roberts                | Ynys Môn        | 7,45  |
| 37.  | Faye Garrod                   | Ynys Môn        | 7,0   |
| 38.  | Sophie Twiss                  | Ynys Môn        | 6,9   |
|      | Kate McCallum                 | Ynys Môn        | DNS   |

### Ćwiczenia wolne (FIG)
W konkurencji tej wzięły udział zawodniczki sześciu reprezentacji, pochodzących następujących krajów: Bermudów, Jersey, Wysp Alandzkich, Wysp Owczych, Wyspy Man oraz Ynys Môn. Konkurencja odbyła się 1 lipca.

#### Medalistki
| Medal  | Zawodniczka     | Kraj      |
| ------ | --------------- | --------- |
| Złoto  | Kaisey Griffith | Bermudy   |
| Srebro | Rebecca Johnson | Wyspa Man |
| Brąz   | Morgan Beckles  | Bermudy   |
| Brąz   | Caitlyn Mello   | Bermudy   |

#### Wyniki
Wyniki przedstawiały się następująco:
| Kraje biorące udział | Kraje biorące udział | Kraje biorące udział    | Kraje biorące udział | Kraje biorące udział |
| Reprezentacja        | L.                   | Najlepsza               | Najlepsza            | Najlepsza            |
| Reprezentacja        | L.                   | Zawodniczka             | Wynik                | Pozycja              |
| -------------------- | -------------------- | ----------------------- | -------------------- | -------------------- |
| Bermudy              | 5                    | Kaisey Griffith         | 13,1                 | 1.                   |
| Jersey               | 5                    | Charlotte Sweeney       | 10,55                | 18.                  |
| Wyspa Man            | 4                    | Rebecca Johnson         | 11,95                | 2.                   |
| Wyspy Alandzkie      | 6                    | Maria Brändström        | 11,05                | 11.                  |
| Wyspy Owcze          | 6                    | Anita Knudsen Fossdalsá | 11,7                 | 5.                   |
| Ynys Môn             | 4                    | Siwan Mair Jones        | 10,95                | 13.                  |

| Poz. | Zawodniczka                   | Kraj            | Wynik |
| ---- | ----------------------------- | --------------- | ----- |
| 1.   | Kaisey Griffith               | Bermudy         | 13,1  |
| 2.   | Rebecca Johnson               | Wyspa Man       | 11,95 |
| 3.   | Morgan Beckles                | Bermudy         | 11,9  |
| 3.   | Caitlyn Mello                 | Bermudy         | 11,9  |
| 5.   | Anita Knudsen Fossdalsá       | Wyspy Owcze     | 11,7  |
| 6.   | Durita Sigmarsdóttir Davidsen | Wyspy Owcze     | 11,5  |
| 6.   | Kristina Toftegaard           | Wyspy Owcze     | 11,5  |
| 8.   | Grace Harrison                | Wyspa Man       | 11,45 |
| 9.   | Fríðhild Reinert Norðgerð     | Wyspy Owcze     | 11,4  |
| 10.  | Silja Højgaard                | Wyspy Owcze     | 11,15 |
| 11.  | Maria Brändström              | Wyspy Alandzkie | 11,05 |
| 11.  | Hannah King                   | Bermudy         | 11,05 |
| 13.  | Siwan Mair Jones              | Ynys Môn        | 10,95 |
| 13.  | Katrin Sólrunardóttir Wardum  | Wyspy Owcze     | 10,95 |
| 15.  | Kate McCallum                 | Ynys Môn        | 10,75 |
| 16.  | Malin Pussinen                | Wyspy Alandzkie | 10,65 |
| 17.  | Sophie Kneen                  | Wyspa Man       | 10,6  |
| 18.  | Charlotte Sweeney             | Jersey          | 10,55 |
| 19.  | Lisa Day                      | Jersey          | 10,5  |
| 19.  | Frida Johansson               | Wyspy Alandzkie | 10,5  |
| 19.  | Hanna Pussinen                | Wyspy Alandzkie | 10,5  |
| 22.  | Meinir Roberts                | Ynys Môn        | 10,3  |
| 23.  | Riann Ming                    | Bermudy         | 9,85  |
| 24.  | Frida Lindfors                | Wyspy Alandzkie | 9,65  |
| 25.  | Aimee McDonnell               | Jersey          | 9,5   |
| 26.  | Rhyanne Hancock               | Wyspa Man       | 9,3   |
| 27.  | Elizabeth Appleyard           | Jersey          | 8,95  |
| 28.  | Fanny Lindfors                | Wyspy Alandzkie | 8,4   |
| 29.  | Ciara Lambert                 | Jersey          | 8,35  |
|      | Lois Jones                    | Ynys Môn        | DNS   |

### Skok (FIG)
W konkurencji tej wzięły udział zawodniczki sześciu reprezentacji, pochodzących następujących krajów: Bermudów, Jersey, Wysp Alandzkich, Wysp Owczych, Wyspy Man oraz Ynys Môn. Konkurencja odbyła się 1 lipca.

#### Medalistki
| Medal  | Zawodniczka     | Kraj    |
| ------ | --------------- | ------- |
| Złoto  | Kaisey Griffith | Bermudy |
| Srebro | Hannah King     | Bermudy |
| Brąz   | Caitlyn Mello   | Bermudy |

#### Wyniki
Wyniki przedstawiały się następująco:
| Kraje biorące udział | Kraje biorące udział | Kraje biorące udział | Kraje biorące udział | Kraje biorące udział |
| Reprezentacja        | L.                   | Najlepsza            | Najlepsza            | Najlepsza            |
| Reprezentacja        | L.                   | Zawodniczka          | Wynik                | Pozycja              |
| -------------------- | -------------------- | -------------------- | -------------------- | -------------------- |
| Bermudy              | 5                    | Kaisey Griffith      | 13,975               | 1.                   |
| Jersey               | 5                    | Elizabeth Appleyard  | 11,475               | 11.                  |
| Wyspa Man            | 4                    | Rhyanne Hancock      | 12,25                | 5.                   |
| Wyspy Alandzkie      | 6                    | Maria Brändström     | 11,55                | 13.                  |
| Wyspy Owcze          | 6                    | Kristina Toftegaard  | 12,075               | 6.                   |
| Ynys Môn             | 4                    | Kate McCallum        | 11,475               | 14.                  |

| Poz. | Zawodniczka                   | Kraj            | Wyniki     | Wyniki     | Wyniki  |
| Poz. | Zawodniczka                   | Kraj            | Skrzynia 1 | Skrzynia 2 | Średnia |
| ---- | ----------------------------- | --------------- | ---------- | ---------- | ------- |
| 1.   | Kaisey Griffith               | Bermudy         | 13,95      | 14,0       | 13,975  |
| 2.   | Hannah King                   | Bermudy         | 13,5       | 13,45      | 13,475  |
| 3.   | Caitlyn Mello                 | Bermudy         | 13,5       | 13,35      | 13,425  |
| 4.   | Morgan Beckles                | Bermudy         | 13,05      | 13,35      | 13,2    |
| 5.   | Rhyanne Hancock               | Wyspa Man       | 12,9       | 11,6       | 12,25   |
| 6.   | Kristina Toftegaard           | Wyspy Owcze     | 12,05      | 12,10      | 12,075  |
| 7.   | Anita Knudsen Fossdalsá       | Wyspy Owcze     | 11,9       | 11,9       | 11,9    |
| 8.   | Durita Sigmarsdóttir Davidsen | Wyspy Owcze     | 11,8       | 11,9       | 11,85   |
| 9.   | Rebecca Johnson               | Wyspa Man       | 11,6       | 12,0       | 11,8    |
| 9.   | Fríðhild Reinert Norðgerð     | Wyspy Owcze     | 12,1       | 11,5       | 11,8    |
| 11.  | Riann Ming                    | Bermudy         | 11,75      | 11,7       | 11,725  |
| 12.  | Katrin Sólrunardóttir Wardum  | Wyspy Owcze     | 11,5       | 11,8       | 11,65   |
| 13.  | Maria Brändström              | Wyspy Alandzkie | 11,35      | 11,75      | 11,55   |
| 14.  | Elizabeth Appleyard           | Jersey          | 11,35      | 11,6       | 11,475  |
| 14.  | Kate McCallum                 | Ynys Môn        | 11,25      | 11,7       | 11,475  |
| 16.  | Grace Harrison                | Wyspa Man       | 11,5       | 11,25      | 11,35   |
| 16.  | Silja Højgaard                | Wyspy Owcze     | 10,8       | 11,95      | 11,35   |
| 18.  | Hanna Pussinen                | Wyspy Alandzkie | 11,15      | 10,95      | 11,05   |
| 19.  | Lisa Day                      | Jersey          | 11,0       | 11,05      | 11,025  |
| 19.  | Siwan Mair Jones              | Ynys Môn        | 11,3       | 10,75      | 11,025  |
| 21.  | Aimee McDonnell               | Jersey          | 10.75      | 11,15      | 10,95   |
| 22.  | Frida Lindfors                | Wyspy Alandzkie | 10.85      | 11,025     | 10,9375 |
| 23.  | Frida Johansson               | Wyspy Alandzkie | 11.4       | 10,1       | 10,75   |
| 24.  | Charlotte Sweeney             | Jersey          | 10.85      | 10,5       | 10,675  |
| 25.  | Fanny Lindfors                | Wyspy Alandzkie | 10.35      | 10,85      | 10,6    |
| 26.  | Malin Pussinen                | Wyspy Alandzkie | 10.2       | 9,8        | 10,0    |
| 27.  | Ciara Lambert                 | Jersey          | 9,55       | 9,9        | 9,725   |
| 28.  | Sophie Kneen                  | Wyspa Man       | 11,15      | 0,0        | 5,575   |
|      | Lois Jones                    | Ynys Môn        | DNS        | DNS        | DNS     |
|      | Meinir Roberts                | Ynys Môn        | DNS        | DNS        | DNS     |

### Ćwiczenia na drążku (FIG)
W konkurencji tej wzięły udział zawodniczki sześciu reprezentacji, pochodzących następujących krajów: Bermudów, Jersey, Wysp Alandzkich, Wysp Owczych, Wyspy Man oraz Ynys Môn. Konkurencja odbyła się 1 lipca.

#### Medalistki
| Medal  | Zawodniczka    | Kraj      |
| ------ | -------------- | --------- |
| Złoto  | Grace Harrison | Wyspa Man |
| Srebro | Hannah King    | Bermudy   |
| Brąz   | Morgan Beckles | Bermudy   |
| Brąz   | Caitlyn Mello  | Bermudy   |

#### Wyniki
Wyniki przedstawiały się następująco:
| Kraje biorące udział | Kraje biorące udział | Kraje biorące udział | Kraje biorące udział | Kraje biorące udział |
| Reprezentacja        | L.                   | Najlepsza            | Najlepsza            | Najlepsza            |
| Reprezentacja        | L.                   | Zawodniczka          | Wynik                | Pozycja              |
| -------------------- | -------------------- | -------------------- | -------------------- | -------------------- |
| Bermudy              | 5                    | Hannah King          | 10,15                | 2.                   |
| Jersey               | 6                    | Elizabeth Appleyard  | 7,7                  | 7.                   |
| Wyspa Man            | 5                    | Grace Harrison       | 10,3                 | 1.                   |
| Wyspy Alandzkie      | 1                    | Malin Pussinen       | 7,65                 | 8.                   |
| Wyspy Owcze          | 3                    | Kristina Toftegaard  | 6,7                  | 12.                  |
| Ynys Môn             | 3                    | Wszystkie            | DNS                  |                      |

| Poz. | Zawodniczka             | Kraj            | Wyniki |
| ---- | ----------------------- | --------------- | ------ |
| 1.   | Grace Harrison          | Wyspa Man       | 10,3   |
| 2.   | Hannah King             | Bermudy         | 10,15  |
| 3.   | Morgan Beckles          | Bermudy         | 9,9    |
| 3.   | Caitlyn Mello           | Bermudy         | 9,9    |
| 5.   | Riann Ming              | Bermudy         | 9,75   |
| 6.   | Kaisey Griffith         | Bermudy         | 9,5    |
| 7.   | Elizabeth Appleyard     | Jersey          | 7,7    |
| 8.   | Malin Pussinen          | Wyspy Alandzkie | 7,65   |
| 9.   | Lisa Day                | Jersey          | 7,55   |
| 10.  | Sophie Kneen            | Wyspa Man       | 7,25   |
| 11.  | Charlotte Sweeney       | Jersey          | 7,2    |
| 12.  | Kristina Toftegaard     | Wyspy Owcze     | 6,7    |
| 13.  | Rhyanne Hancock         | Wyspa Man       | 5,15   |
| 13.  | Anita Knudsen Fossdalsá | Wyspy Owcze     | 5,15   |
| 15.  | Rebecca Johnson         | Wyspa Man       | 5,1    |
| 16.  | Shinarah Le Blancq      | Jersey          | 4,8    |
| 17.  | Christine Stoddart      | Wyspa Man       | 4,2    |
| 18.  | Silja Højgaard          | Wyspy Owcze     | 3,85   |
| 19.  | Ciara Lambert           | Jersey          | 2,6    |
|      | Siwan Mair Jones        | Ynys Môn        | DNS    |
|      | Kate McCallum           | Ynys Môn        | DNS    |
|      | Aimee McDonnell         | Jersey          | DNS    |
|      | Meinir Roberts          | Ynys Môn        | DNS    |

### Ćwiczenia na poręczy (FIG)
W konkurencji tej wzięły udział zawodniczki sześciu reprezentacji, pochodzących następujących krajów: Bermudów, Jersey, Wysp Alandzkich, Wysp Owczych, Wyspy Man oraz Ynys Môn. Konkurencja odbyła się 1 lipca.

#### Medalistki
| Medal  | Zawodniczka     | Kraj      |
| ------ | --------------- | --------- |
| Złoto  | Kaisey Griffith | Bermudy   |
| Srebro | Rebecca Johnson | Wyspa Man |
| Brąz   | Caitlyn Mello   | Bermudy   |

#### Wyniki
Wyniki przedstawiały się następująco:
| Kraje biorące udział | Kraje biorące udział | Kraje biorące udział | Kraje biorące udział | Kraje biorące udział |
| Reprezentacja        | L.                   | Najlepsza            | Najlepsza            | Najlepsza            |
| Reprezentacja        | L.                   | Zawodniczka          | Wynik                | Pozycja              |
| -------------------- | -------------------- | -------------------- | -------------------- | -------------------- |
| Bermudy              | 5                    | Kaisey Griffith      | 11,6                 | 1.                   |
| Jersey               | 6                    | Charlotte Sweeney    | 9,9                  | 9.                   |
| Wyspa Man            | 4                    | Rebecca Johnson      | 11,25                | 2.                   |
| Wyspy Alandzkie      | 6                    | Malin Pussinen       | 9,9                  | 9.                   |
| Wyspy Owcze          | 5                    | Kristina Toftegaard  | 10,6                 | 4.                   |
| Ynys Môn             | 4                    | Wszystkie            | DNS                  |                      |

| Poz. | Zawodniczka                   | Kraj            | Wyniki |
| ---- | ----------------------------- | --------------- | ------ |
| 1.   | Kaisey Griffith               | Bermudy         | 11,6   |
| 2.   | Rebecca Johnson               | Wyspa Man       | 11,25  |
| 3.   | Caitlyn Mello                 | Bermudy         | 10,8   |
| 4.   | Kristina Toftegaard           | Wyspy Owcze     | 10,6   |
| 5.   | Riann Ming                    | Bermudy         | 10,6   |
| 6.   | Anita Knudsen Fossdalsá       | Wyspy Owcze     | 10,25  |
| 6.   | Grace Harrison                | Wyspa Man       | 10,25  |
| 8.   | Katrin Sólrunardóttir Wardum  | Wyspy Owcze     | 10,15  |
| 9.   | Malin Pussinen                | Wyspy Alandzkie | 9,9    |
| 9.   | Charlotte Sweeney             | Jersey          | 9,9    |
| 11.  | Durita Sigmarsdóttir Davidsen | Wyspy Owcze     | 9,2    |
| 12.  | Fríðhild Reinert Norðgerð     | Wyspy Owcze     | 9,1    |
| 13.  | Rhyanne Hancock               | Wyspa Man       | 8,95   |
| 14.  | Morgan Beckles                | Bermudy         | 8,9    |
| 15.  | Shinarah Le Blancq            | Jersey          | 8,7    |
| 16.  | Lisa Day                      | Jersey          | 8,45   |
| 17.  | Frida Lindfors                | Wyspy Alandzkie | 8,2    |
| 18.  | Elizabeth Appleyard           | Jersey          | 8,05   |
| 18.  | Hannah King                   | Bermudy         | 8,05   |
| 20.  | Fanny Lindfors                | Wyspy Alandzkie | 7,95   |
| 21.  | Hanna Pussinen                | Wyspy Alandzkie | 7,85   |
| 22.  | Sophie Kneen                  | Wyspa Man       | 7,65   |
| 23.  | Frida Johansson               | Wyspy Alandzkie | 7,6    |
| 24.  | Maria Brändström              | Wyspy Alandzkie | 7,35   |
|      | Lois Jones                    | Ynys Môn        | DNS    |
|      | Siwan Mair Jones              | Ynys Môn        | DNS    |
|      | Ciara Lambert                 | Jersey          | DNS    |
|      | Kate McCallum                 | Ynys Môn        | DNS    |
|      | Aimee McDonnell               | Jersey          | DNS    |
|      | Meinir Roberts                | Ynys Môn        | DNS    |

### Kobiety sumarycznie (FIG)
W konkurencji tej wzięły udział zawodniczki sześciu reprezentacji, pochodzących następujących krajów: Bermudów, Jersey, Wysp Alandzkich, Wysp Owczych, Wyspy Man oraz Ynys Môn. Konkurencja odbyła się 1 lipca.

#### Medalistki
| Medal  | Zawodniczka     | Kraj    |
| ------ | --------------- | ------- |
| Złoto  | Kaisey Griffith | Bermudy |
| Srebro | Caitlyn Mello   | Bermudy |
| Brąz   | Morgan Beckles  | Bermudy |

#### Wyniki
Wyniki przedstawiały się następująco:
| Kraje biorące udział | Kraje biorące udział | Kraje biorące udział | Kraje biorące udział | Kraje biorące udział |
| Reprezentacja        | L.                   | Najlepsza            | Najlepsza            | Najlepsza            |
| Reprezentacja        | L.                   | Zawodniczka          | Wynik                | Pozycja              |
| -------------------- | -------------------- | -------------------- | -------------------- | -------------------- |
| Bermudy              | 5                    | Kaisey Griffith      | 48,2                 | 1.                   |
| Jersey               | 6                    | Charlotte Sweeney    | 38,3                 | 11.                  |
| Wyspa Man            | 6                    | Grace Harrison       | 43,5                 | 4.                   |
| Wyspy Alandzkie      | 6                    | Malin Pussinen       | 38,4                 | 10.                  |
| Wyspy Owcze          | 6                    | Kristina Toftegaard  | 40,9                 | 7.                   |
| Ynys Môn             | 4                    | Kate McCallum        | 22,45                | 25.                  |

| Poz. | Zawodniczka                   | Kraj            | Wyniki | Wyniki | Wyniki | Wyniki    | Wyniki |
| Poz. | Zawodniczka                   | Kraj            | Skoki  | Drążek | Poręcz | Ćw. wolne | Suma   |
| ---- | ----------------------------- | --------------- | ------ | ------ | ------ | --------- | ------ |
| 1.   | Kaisey Griffith               | Bermudy         | 14,0   | 9,5    | 11,6   | 13,1      | 48,2   |
| 2.   | Caitlyn Mello                 | Bermudy         | 13,5   | 9,9    | 10,8   | 11,9      | 46,1   |
| 3.   | Morgan Beckles                | Bermudy         | 13,35  | 9,9    | 8,9    | 11,9      | 44,05  |
| 4.   | Grace Harrison                | Wyspa Man       | 11,5   | 10,3   | 10,25  | 11,45     | 43,5   |
| 5.   | Hannah King                   | Bermudy         | 13,5   | 10,5   | 8,05   | 11,05     | 42,75  |
| 6.   | Riann Ming                    | Bermudy         | 11,75  | 9,75   | 10,4   | 9,85      | 41,75  |
| 7.   | Kristina Toftegaard           | Wyspy Owcze     | 12,1   | 6,7    | 10,6   | 11,5      | 40,9   |
| 8.   | Rebecca Johnson               | Wyspa Man       | 12,0   | 5,1    | 11,25  | 11,95     | 40,3   |
| 9.   | Anita Knudsen Fossdalsá       | Wyspa Man       | 11,9   | 5,15   | 10,25  | 11,7      | 39,0   |
| 10.  | Malin Pussinen                | Wyspy Alandzkie | 10,2   | 7,65   | 9,9    | 10,65     | 38,4   |
| 11.  | Charlotte Sweeney             | Jersey          | 10,85  | 7,2    | 9,9    | 10,45     | 38,3   |
| 12.  | Lisa Day                      | Jersey          | 11,05  | 7,55   | 8,45   | 10,5      | 37,55  |
| 13.  | Sophie Kneen                  | Wyspa Man       | 11,15  | 7,25   | 7,65   | 10,6      | 36,65  |
| 14.  | Elizabeth Appleyard           | Jersey          | 11,6   | 7,7    | 8,05   | 8,95      | 36,3   |
| 14.  | Rhyanne Hancock               | Wyspa Man       | 12,9   | 5,15   | 8,95   | 9,3       | 36,3   |
| 16.  | Katrin Sólrunardóttir Wardum  | Wyspy Owcze     | 11,8   |        | 10,15  | 10,95     | 32,9   |
| 17.  | Durita Sigmarsdóttir Davidsen | Wyspy Owcze     | 11,9   |        | 9,2    | 11,5      | 32,6   |
| 18.  | Fríðhild Reinert Norðgerð     | Wyspy Owcze     | 12,1   |        | 9,1    | 11,4      | 32,5   |
| 19.  | Maria Brändström              | Wyspy Alandzkie | 11,75  |        | 7,35   | 11,05     | 30,15  |
| 20.  | Frida Johansson               | Wyspy Alandzkie | 11,4   |        | 7,6    | 10,5      | 29,5   |
| 20.  | Hanna Pussinen                | Wyspy Alandzkie | 11,15  |        | 7,85   | 10,5      | 29,5   |
| 22.  | Frida Lindfors                | Wyspy Alandzkie | 11,025 |        | 8,2    | 9,65      | 28,875 |
| 23.  | Fanny Lindfors                | Wyspy Alandzkie | 10,85  |        | 7,95   | 8,4       | 27,2   |
| 24.  | Silja Højgaard                | Wyspy Owcze     | 11,95  | 3,85   |        | 11,15     | 26,95  |
| 25.  | Kate McCallum                 | Ynys Môn        | 11,7   |        |        | 10,75     | 22,45  |
| 26.  | Siwan Mair Jones              | Ynys Môn        | 11,3   |        |        | 10,95     | 22,25  |
| 27.  | Ciara Lambert                 | Jersey          | 9,9    | 2,6    |        | 8,35      | 20,85  |
| 28.  | Aimee McDonnell               | Jersey          | 11,15  |        |        | 9,5       | 20,65  |
| 29.  | Shinarah Le Blancq            | Jersey          |        | 4,8    | 8,7    |           | 13,5   |
| 30.  | Meinir Roberts                | Ynys Môn        |        |        |        | 10,3      | 10,3   |
| 31.  | Christine Stoddart            | Wyspa Man       |        | 4,2    |        |           | 4,2    |
|      | Lindsey Beynon                | Wyspa Man       | DNS    | DNS    | DNS    | DNS       |        |
|      | Lois Jones                    | Ynys Môn        | DNS    | DNS    | DNS    | DNS       |        |

### Kobiety drużynowo ćwiczenia wolne i skoki (FIG)
W konkurencji tej wzięło udział siedem reprezentacji: Bermudów, Jersey, Minorki Wysp Alandzkich, Wysp Owczych, Wyspy Man i Ynys Môn. Konkurencja odbyła się 29 czerwca.

#### Medaliści
| Medal  | Reprezentacja |
| ------ | ------------- |
| Złoto  | Bermudy       |
| Srebro | Wyspa Man     |
| Brąz   | Wyspy Owcze   |

#### Wyniki
Wyniki przedstawiały się następująco:
| Poz. | Reprezentacja   | Zawodnicy                    | Wyniki    | Wyniki | Wyniki |
| Poz. | Reprezentacja   | Zawodnicy                    | Ćw. wolne | Skoki  | Wynik  |
| ---- | --------------- | ---------------------------- | --------- | ------ | ------ |
| 1.   | Bermudy         | Morgan Beckles               | 12,65     | 13,0   | 103,0  |
| 1.   | Bermudy         | Kaisey Griffith              | 13,1      | 12,95  | 103,0  |
| 1.   | Bermudy         | Hannah King                  | 12,4      | 12,9   | 103,0  |
| 1.   | Bermudy         | Caitlyn Mello                | 12,7      | 13,0   | 103,0  |
| 1.   | Bermudy         | Riann Ming                   | 12,7      | 12,85  | 103,0  |
| 2.   | Wyspa Man       | Lindsey Beynon               | 12,35     | 12,1   | 98,85  |
| 2.   | Wyspa Man       | Rhyanne Hancock              | 11,7      | 12,4   | 98,85  |
| 2.   | Wyspa Man       | Grace Harrison               | 12,2      | 12,2   | 98,85  |
| 2.   | Wyspa Man       | Rebecca Johnson              | 12,4      | 11,95  | 98,85  |
| 2.   | Wyspa Man       | Christine Stoddart           | 12,4      | 12,8   | 98,85  |
| 3.   | Wyspy Owcze     | Anita Knudsen Fossdalsá      | 11,65     | 12,65  | 98,3   |
| 3.   | Wyspy Owcze     | Silja Højgaard               | 12,35     | 12,6   | 98,3   |
| 3.   | Wyspy Owcze     | Fríðhild Reinert Norðgerð    | 12,15     | 11,7   | 98,3   |
| 3.   | Wyspy Owcze     | Kristina Toftegaard          | 12,75     | 12,35  | 98,3   |
| 3.   | Wyspy Owcze     | Katrin Sólrunardóttir Wardum | 11,8      | 9,65   | 98,3   |
| 4.   | Wyspy Alandzkie | Maria Brändström             | 11,4      | 11,2   | 96,1   |
| 4.   | Wyspy Alandzkie | Frida Johansson              | 11,5      | 12,75  | 96,1   |
| 4.   | Wyspy Alandzkie | Fanny Lindfors               | 9,05      | 12,2   | 96,1   |
| 4.   | Wyspy Alandzkie | Hanna Pussinen               | 11,7      | 11,65  | 96,1   |
| 4.   | Wyspy Alandzkie | Malin Pussinen               | 12,3      | 12,6   | 96,1   |
| 5.   | Minorka         | Irene Camps                  | 11,0      | 11,1   | 93,7   |
| 5.   | Minorka         | Nuria Enrich                 | 10,6      | 11,75  | 93,7   |
| 5.   | Minorka         | Jéssica Gomila               | 12,5      | 12,5   | 93,7   |
| 5.   | Minorka         | Eva Martínez                 | 11,85     | 11,95  | 93,7   |
| 5.   | Minorka         | Sandra Parcero               | 10,3      | 11,55  | 93,7   |
| 6.   | Jersey          | Elizabeth Appleyard          | 10,45     | 12,15  | 93,6   |
| 6.   | Jersey          | Lisa Day                     | 11,9      | 11,95  | 93,6   |
| 6.   | Jersey          | Shinarah Le Blancq           | 11,8      | 11,6   | 93,6   |
| 6.   | Jersey          | Aimee McDonnell              | 11,1      | 11,8   | 93,6   |
| 6.   | Jersey          | Charlotte Sweeney            | 11,3      | 11,45  | 93,6   |
| 7.   | Ynys Môn        | Faye Garrod                  | 11,6      | 11,3   | 91,95  |
| 7.   | Ynys Môn        | Siwan Mair Jones             | 11,8      | 12,5   | 91,95  |
| 7.   | Ynys Môn        | Kate McCallum                | 11,25     | 11,85  | 91,95  |
| 7.   | Ynys Môn        | Hannah Owen                  | 9,25      | 11,05  | 91,95  |
| 7.   | Ynys Môn        | Meinir Roberts               | 10,6      | 10,85  | 91,95  |